# Lézeres szőrtelenítés
A lézeres szőrtelenítés a szőrtelenítés egy olyan fajtája, ahol lézeres pulzálásnak teszik ki a szőrtüszőket. Az 1995–1996-os forgalomban történő elterjedése előtt már vagy húsz évvel végeztek kísérleti szőrtelenítéseket. A lézeres szőrtelenítésről szóló első cikk a Massachusetts General Hospitaltől származik 1998-ból. A lézeres szőrtelenítésre van lehetőség klinikákon és az ember otthonában is, ahol olyan kialakítású és árazású gépeket használnak, melyek alkalmasak saját szőrtelenítésre is. A dermatológiai szakirodalomban sok cikk foglalkozott a lézeres szőrtelenítés metódusairól, biztonságosságáról és hatékonyságáról.

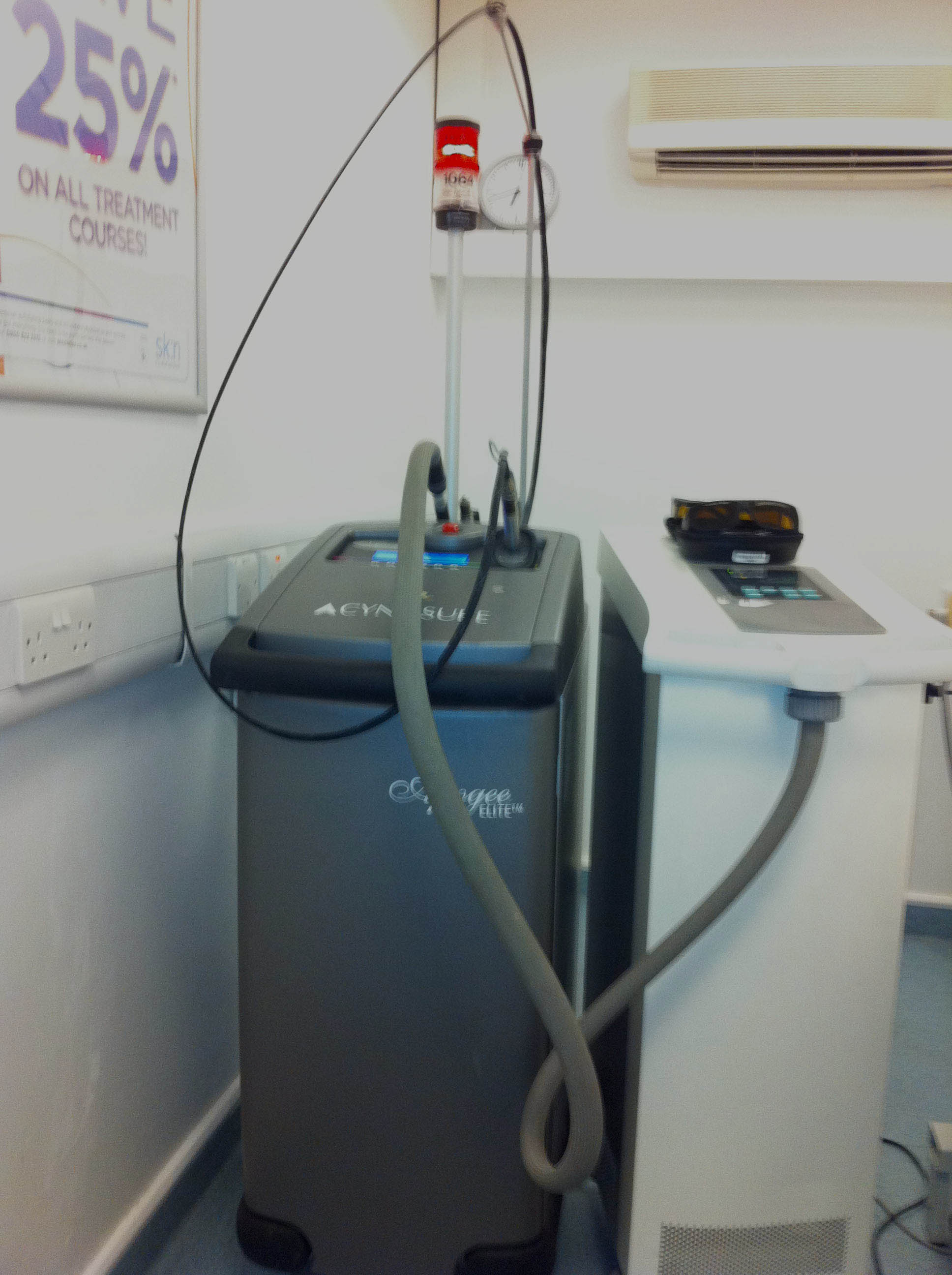
Lézeres szőrtelenítés

R. Rox Anderson és Melanie Grossman fedezte fel, hogy lehet kifejezetten egy kromofort támadni, úgy, hogy a lézer a szőrtüszőkben lévő bazális őssejteket roncsolnak meg. Erről az eljárásról kiderült, hogy hatékony, és először 1996-ban alkalmazták. 1997-ben az USA élelmezési- és gyógyszerszervezete elfogadta a szőrtelenítés ezen módszerét. Mivel a továbbiakban is kutatták ezt a területet, az eljárások sokkal hatékonyabbak és hatásosabbak lettek. Így ma már régóta bevált módszernek számít a szőrtelenítések között.

## Működési mechanizmus
A lézeres szőrtelenítés mögötti elsődleges ok az SPTL rövidítésű „szelektív fototermolízis”, aminek az a lényege, hogy a megfelelő hullámhosszú fényt és a pulzálás hosszát összepárosítják, hogy a kiszemelt tüszőn a megfelelő eredményt érjék el, ugyanakkor a környezetben minél kevesebb tüszőt érintsen a beavatkozás.  A lézer lokális károkat okozhat, úgy, hogy kiválasztott sötét anyagokat, melaminokat támad meg, és így melegíti fel a szőrtüszőben lévő bazális őssejteket. Ezzel egy időben nem melegíti túl a bőrt. A sötét anyagok elnyelik, a világos anyagok visszaverik a fényt, így a lézert a bőr vagy szőr sötét helyei szívhatják fel, így sokkal gyorsabban és sokkal több energiát raktároznak el, mint a felnőtt szőr vagy melamin nélküli részek.
A jelenleg elérhető összes lézeres kezelés elsődleges kromofor anyaga a melamin. A melamin eredetileg is megtalálható minden bőrben, és ez adja meg a színét. A szőrben kétféle melamin van. Az egyik az eumelamin, melytől a szőr fekete vagy barna lesz, a másik pedig a fotomelanin, melytől a szőr vörös vagy szőke lehet. Mivel a fotonokat szelektíven szívják magukba, csak a fekete, barna, vöröses-barna vagy a piszkos szőke szálakat lehet eltávolítani. Az ősz, a világos szőke vagy az eperszőke szálak nem jól reagálnak. A lázeres eljárás leginkább a sötét durva szőrön működik jók. Az ideális eset az, ha világos bőrön sötét szőr van, mert így a leghatékonyabb, és így éri el a legjobb hatást. Vannak azonban olyan lézerek, mint a YAG lézer, mely képes sötét bőrű ügyfeleknél is eltávolítani a sötét szőrt.